# Japonska Formula 2 sezona 1980
Japonska Formula 2 sezona 1980 je bila tretje prvenstvo Japonske Formule 2, ki je potekalo med 9. marcem in 3. novembrom 1980. 

## Koledar dirk
| Št | Dirkališče | Država   | Datum         | Krogi | Razdalja         | Čas        | Hitrost | Zmagovalec        | Pole              | Najh. krog        |
| -- | ---------- | -------- | ------------- | ----- | ---------------- | ---------- | ------- | ----------------- | ----------------- | ----------------- |
| 1  | Suzuka     | Japonska | 9. marec      | 30    | 6.000=180 km     | 1h06'59.22 |         | Satoru Nakajima   | Kazuyoshi Hoshino | Satoru Nakajima   |
| 2  | Mine       | Japonska | 20. april     | 55    | 2.815=154,825 km | 1h03'53.4  |         | Masahiro Hasemi   | Masahiro Hasemi   | Masahiro Hasemi   |
| 3  | Suzuka     | Japonska | 25. maj       | 30    | 6.000=180 km     | 1h10'54.52 |         | Satoru Nakajima   | Kazuyoshi Hoshino | Masahiro Hasemi   |
| 4  | Suzuka     | Japonska | 6. julij      | 30    | 6.000=180 km     | 58'16.34   |         | Masahiro Hasemi   | Kazuyoshi Hoshino | Nahoiro Fujita    |
| 5  | Suzuka     | Japonska | 28. september | 30    | 6.000=180 km     | 57'54.85   |         | Kenji Matsumoto   | Satoru Nakajima   | Kanji Takahashi   |
| 6  | Suzuka     | Japonska | 3. november   | 35    | 6.000=210 km     | 1h06'37.01 |         | Kazuyoshi Hoshino | Masahiro Hasemi   | Kazuyoshi Hoshino |